# Грэмми
«Грэ́мми» (англ. Grammy) — музыкальная премия, вручаемая ежегодно американской Национальной академией искусства и науки звукозаписи (NARAS).
Награда присуждается по результатам голосования активных членов академии. В их числе артисты, музыканты, продюсеры, студийные звукоинженеры и другие профессионалы из мира звукозаписи. Таким образом «Грэмми» по своей сути является высшей наградой музыкальной индустрии, что концептуально роднит её с «Оскаром» в кинематографе и «Эмми» в телевизионной сфере. Сама награда представляет собой статуэтку в виде граммофона.
На очередной церемонии премия вручается лауреатам за работы прошлого года. Первое награждение победителей состоялось 4 мая 1959 года (по итогам 1958 года). Присуждается в 30 связанных с музыкой областях, разбитых на 84 категории. Помимо них, в рамках «Грэмми» существуют особые награды за долгосрочный вклад в музыку, в числе которых почести «За жизненные достижения» (для артистов) и включение в Зал славы премии «Грэмми» (для записей).
Количество, наименование, содержание областей и категорий премии с годами неоднократно пересматривалось. Так, начиная с церемонии 2012 года число категорий сократилось со 109 до 78, а позднее вновь увеличилось — до 84, но в 2021 году сократилось до 83 номинаций. В ходе этой реструктуризации, в частности, были исключены категории, сформированные ранее по половому признаку — исполнения мужчиной или женщиной. Приведённая в статье классификация актуальна на 2019 год (61-я церемония). 63-я церемония состоялась в марте 2021 года в Лос-Анджелесе в ограниченном формате в условиях жесткого карантина в связи с эпидемией COVID-19.

## История
Премия «Грэмми» имеет связь с проектом Голливудской «Аллеи славы». Подбирая в 1957 году исполнителей для включения на аллею, лидеры музыкальной индустрии (топ-менеджеры пяти рекорд-лейблов: Columbia, Capitol, Decca, MGM и RCA) решили создать новую награду, отмечающую артистов не за популярность, а за творческие достижения. Ранняя концепция аллеи просто не позволяла чествовать музыкантов, которые не имели высоких продаж. Для воплощения этой идеи компании звукозаписи учредили специальную организацию — Национальную академию искусства и науки звукозаписи (NARAS). Последняя была формально основана 28 мая 1957 года на встрече представителей лейблов в ресторане Brown Derby, Лос-Анджелес. В этом же городе вскоре открылся её первый офис.
Среди вариантов именования новой премии в какой-то момент рассматривалось «Эдди» — в честь изобретателя фонографа, Томаса Эдисона. Но эту идею отвергли из-за возможных ассоциаций с Эдди Фишером. В итоге своё название, «Грэмми», премия получила в честь изобретения Эмиля Берлинера — граммофона. Данный вариант был отобран по результатам конкурса, объявленного NARAS через СМИ. Победительницей в нём стала Джей Данна из Нового Орлеана. И хотя она была не единственной, кто предложил такое название, но марка на её письме оказалась погашена наиболее ранним числом среди всех писем. В качестве приза NARAS подарила ей 25 альбомов на грампластинках. Лауреатам же будущей премии решили вручать миниатюрную позолоченную статуэтку в виде граммофона.
Изначально в премию были введены категории для самых разных жанров музыки и областей музыкального бизнеса того времени: классики, джаза, ритм-н-блюза, кантри, комедии, разговорного жанра, саундтреков для кино, записей для детей и Бродвейских постановок и даже таких стремительно терявших популярность форматов как биг-бэнды и неклассические оркестры. Общее число категорий тогда составляло 28. Однако несмотря на то, что главным хитом в США на момент создания NARAS являлась песня «All Shook Up» Элвиса Пресли, среди них не значился рок-н-ролл. Консервативные топ-менеджеры академии в то время сочли его проходящим веянием на пару-тройку лет. Окончательное признание рок-музыки у NARAS в итоге затянулось на многие годы (до конца 1970-х).
Первые номинанты на «Грэмми» были объявлены 16 марта 1959 года. Среди них доминировали уже состоявшиеся мейнстримовые звёзды эпохи — Фрэнк Синатра, Пегги Ли и Перри Комо, но соответствовавшие критериям премии записи от популярных тогда Чака Берри, Литтл Ричарда, Ричи Валенса, Бадди Холли и The Crickets представлены не были. Награды вручались 4 мая 1959 года, отмечая достижения в сфере звукозаписи за 1958 год. Церемония прошла одновременно на двух площадках — в отелях Beverly Hilton в Беверли-Хиллз и Park Sheraton в Нью-Йорке. Первыми лауреатами в главных номинациях стали Генри Манчини («Альбом года») за саундтрек The Music From Peter Gunn, итальянский крунер Доменико Модуньо («Запись года» и «Песня года») за композицию «Nel Blu Dipinto Di Blu (Volare)».
Вторая церемония «Грэмми» впервые демонстрировалась по телевидению (29 ноября 1959, телекомпанией NBC). Однако из-за низкого на тот момент престижа премии, нехватки финансов у NARAS и невозможности гарантировать вещателю участие в мероприятиях наиболее популярных артистов, съемки и телепоказы двух следующих награждений не проводились. Возобновились они только в 1963 году (с пятой церемонии), получив название «Best on Record». Начиная с 1971 года лауреаты премии чествовались уже в прямом эфире благодаря трансляциям телекомпании ABC (с 13-й церемонии). Тогда же телевизионная версия шоу вместо прежнего «Best on Record» стала известна как «Grammycast». На конец 2010-х годов церемонии «Грэмми» транслировались в 170 странах мира.
Между тем, по мере изменения музыкальных вкусов, происходили трансформации и в категориях премии. Так, с 1961 года начали вводиться рок-номинации, но с 1967 они пропали вновь и отсутствовали до 1979. Фолк был добавлен в 1959 году и к 1970 заменён более широкой категорией этнических и традиционных записей. В 1975 году появилась номинация для латинской музыки. Блюз не имел собственных категорий вплоть до 1982 года, а рэп и хард-рок/метал — до конца 1980-х. В результате постоянного расширения перечня категорий, их количество к 1995 году выросло с первоначальных 28 до 87. В 1997 году NARAS учредила свой латиноамериканский аналог — Latin Academy of Recorded Arts and Sciences. Тремя годами позже была вручена первая «Латинская „Грэмми“».
Хотя формально материальным выражением премии «Грэмми» для артистов служит только граммофонная статуэтка, следствием получения этой почести часто является также существенный рост доходов от продаж их музыкальных записей. Например, когда дебютный проект Норы Джонс Come Away with Me (2002) завоевал награду «Альбом года», его продажи подскочили на 237 %. Для победившего в этой же номинации альбома Тони Беннета MTV Unplugged (1994) этот показатель составил более 500 %, а пластинка Бонни Рэйтт Nick of Time (1988), достигшая сперва позиции № 22 в чартах, став «Альбомом года» взлетела на вершину. Среди рекордсменов премии по количеству завоёванных статуэток — дирижёр Георг Шолти как индивидуальный артист (31) и U2 как музыкальный коллектив (22).
63-я ежегодная церемония вручения премии «Грэмми» была перенесена с первоначальной даты 31 января 2021 года на 14 марта 2021 года из-за последствий пандемии COVID-19 для музыкальной индустрии.
64-я ежегодная церемония вручения премии «Грэмми» также была перенесена с первоначальной даты 31 января 2022 года на 3 апреля 2022 года из-за проблем со здоровьем и безопасностью, связанных с гибридным вариантом ковида COVID-19 Deltacron и Омикрон. Церемония также была перенесена с Crypto.com Arena в Лос-Анджелесе на MGM Grand Garden Arena в Лас-Вегасе из-за того, что в первом были конфликты с расписанием спортивных игр и концертов почти каждый вечер до середины апреля.

## Области и категории

### Большая четвёрка
Основная область (англ. General Field), в которой отмечаются работы независимо от принадлежности к музыкальным жанрам и прочей отраслевой специфики, включает четыре категории. Поскольку они являются наиболее престижными, то неформально известны также как «Большая четвёрка» (англ. The Big Four):
- Альбом года (Album of the Year)
- Запись года (Record of the Year)
- Песня года (Song of the Year)
- Лучший новый исполнитель (Best New Artist)

### Поп-музыка
- Лучшее сольное поп-исполнение (Best Pop Solo Performance)
- Лучшее поп-исполнение дуэтом или группой (Best Pop Duo/Group Performance)
- Лучший традиционный вокальный поп-альбом (Best Traditional Pop Vocal Album)
- Лучший вокальный поп-альбом (Best Pop Vocal Album)

### Танцевальная/электронная музыка
- Лучшая танцевальная запись (Best Dance Recording)
- Лучший танцевальный/электронный альбом (Best Dance/Electronic Album)

### Инструментальная музыка
- Лучший современный инструментальный альбом (Best Contemporary Instrumental Album)

### Рок
- Лучшее рок-исполнение (Best Rock Performance)
- Лучшее метал-исполнение (Best Metal Performance)
- Лучшая рок-песня (Best Rock Song)
- Лучший рок-альбом (Best Rock Album)

### Альтернативная музыка
- Лучший альтернативный альбом (Best Alternative Music Album)

### R&B
- Лучшее R&B-исполнение (Best R&B Performance)
- Лучшее традиционное R&B-исполнение (Best Traditional R&B Performance)
- Лучшая R&B-песня (Best R&B Song)
- Лучший прогрессивный R&B-альбом (Best Progressive R&B Album)
- Лучший R&B-альбом (Best R&B Album)

### Рэп
- Лучшее рэп-исполнение (Best Rap Performance)
- Лучшее мелодическое рэп-исполнение (Best Melodic Rap Performance)
- Лучшая рэп-песня (Best Rap Song)
- Лучший рэп-альбом (Best Rap Album)

### Кантри
- Лучшее сольное кантри-исполнение (Best Country Solo Performance)
- Лучшее кантри-исполнение дуэтом или группой (Best Country Duo/Group Performance)
- Лучшая кантри-песня (Best Country Song)
- Лучший кантри-альбом (Best Country Album)

### Нью-эйдж
- Лучший нью-эйдж-альбом (Best New Age Album)

### Джаз
- Лучшая джазовая соло-импровизация (Best Improvised Jazz Solo)
- Лучший джазовый вокальный альбом (Best Jazz Vocal Album)
- Лучший джазовый инструментальный альбом (Best Jazz Instrumental Album)
- Лучший альбом латинского джаза (Best Latin Jazz Album)
- Лучший альбом большого джазового оркестра (Best Large Jazz Ensemble Album)

### Госпел/современная христианская музыка
- Лучшее госпел-исполнение (Best Gospel Performance/Song)
- Лучшее исполнение современной христианской музыки (Best Contemporary Christian Music Performance/Song)
- Лучший госпел-альбом (Best Gospel Album)
- Лучший альбом современной христианской музыки (Best Contemporary Christian Music Album)
- Лучший альбом традиционного госпела (Best Roots Gospel Album)

### Латинская музыка
- Лучший латинский поп-/современный городской альбом (Best Latin Pop or Urban Album)
- Лучший латинский рок-/альтернативный альбом (Best Latin Rock or Alternative Album)
- Лучший альбом региональной мексиканской музыки (включая техано) (Best Regional Mexican Music Album (Including Tejano)
- Лучший альбом тропического латино (Best Tropical Latin Album)

### Американская рутс-музыка
- Лучшее рутс-исполнение (Best American Roots Performance)
- Лучшая американская рутс-песня (Best American Roots Song)
- Лучший американа-альбом (Best Americana Album)
- Лучший блюграсс-альбом (Best Bluegrass Album)
- Лучший альбом традиционного блюза (Best Traditional Blues Album)
- Лучший альбом современного блюза (Best Contemporary Blues Album)
- Лучший фолк-альбом (Best Folk Album)
- Лучший альбом региональной рутс-музыки (Best Regional Roots Music Album)

### Регги
- Лучший регги-альбом (Best Reggae Album)

### Этническая музыка
- Лучший альбом этнической музыки (Best World Music Album)

### Для детей
- Лучший альбом для детей (Best Children’s Album)

### Разговорный жанр
- Лучший альбом разговорного жанра (включая поэзию, аудиокниги и рассказы) (Best Spoken Word Album (Includes Poetry, Audio Books & Storytelling)

### Комедия
- Лучший комедийный альбом (Best Comedy Album)

### Мюзикл
- Лучший альбом музыкального театра (Best Musical Theater Album)

### Визуальные медиа
Музыка для кино, ТВ, видеоигр и прочего.
- Лучший саундтрек-компиляция для визуальных медиа (Best Compilation Soundtrack For Visual Media)
- Лучший саундтрек для визуальных медиа (Best Score Soundtrack For Visual Media)
- Лучшая песня, написанная для визуальных медиа (Best Song Written For Visual Media)

### Сочинение/аранжировка
- Лучшая инструментальная композиция (Best Instrumental Composition)
- Лучшая аранжировка, инструментальная или а капелла (Best Arrangement, Instrumental or A Cappella)
- Лучшая аранжировка для инструментов и вокала (Best Arrangement, Instruments and Vocals)

### Упаковка
- Лучшая упаковка записи (Best Recording Package)
- Лучшая упаковка коробочной или специальной ограниченной версии (Best Boxed or Special Limited Edition Package)

### Аннотации
- Лучшие аннотации к альбому (Best Album Notes)

### Исторический материал
- Лучший альбом исторически значимого материала (Best Historical Album)

### Продакшн (неклассическая музыка)
- Лучший звуковой дизайн альбома, неклассического (Best Engineered Album, Non-Classical)
- Продюсер года, неклассический (Producer of the Year, Non-Classical)
- Лучшая ремикшированная запись, неклассическая (Best Remixed Recording, Non-Classical)

### Продакшн (объемное звучание)
- Лучший альбом объёмного звучания (Best Immersive Audio Album)

### Продакшн (классическая музыка)
- Лучший звуковой дизайн альбома, классического (Best Engineered Album, Classical)
- Продюсер года, классический (Producer of the Year, Classical)

### Классическая музыка
- Лучшее оркестровое исполнение (Best Orchestral Performance)
- Лучшая оперная запись (Best Opera Recording)
- Лучшее хоровое исполнение (Best Choral Performance)
- Лучшая камерная музыка/исполнение малым ансамблем (Best Chamber Music/Small Ensemble Performance)
- Лучшее классическое инструментальное соло (Best Classical Instrumental Solo)
- Лучший классический сольный вокальный альбом (Best Classical Solo Vocal Album)
- Лучший классический концептуальный альбом (Best Classical Compendium)
- Лучшая современная классическая композиция (Best Contemporary Classical Composition)

### Музыкальный клип/фильм
- Лучшее музыкальное видео (Best Music Video)
- Лучший музыкальный фильм (Best Music Film)

## Особые награды
В рамках премии «Грэмми» вручается ряд наград за особые достижения или вклад в музыку:
- «За жизненные достижения» — за выдающийся творческий вклад в области звукозаписи в течение всей жизни.
- Trustees Award — за существенный вклад в звукозапись, не связанный непосредственно с исполнением музыки.
- Technical GRAMMY Award — за выдающийся технический вклад в звукозапись.
- Зал славы премии «Грэмми» — отмечает записи, имеющие долгосрочную качественную или историческую значимость.
- Персона года MusiCares — за творческие достижения и приверженность филантропии.

## Исключённые категории
В разделе сгруппированы категории премии «Грэмми», в которых происходило награждение в прошлом, ныне исключённые.
- Лучшее мужское вокальное поп-исполнение (Best Male Pop Vocal Performance)
- Лучшее женское вокальное поп-исполнение (Best Female Pop Vocal Performance)
- Лучшее вокальное поп-исполнение дуэтом или группой (Best Pop Performance by a Duo or Group with Vocal)
- Лучшее совместное вокальное поп исполнение (Best Pop Collaboration with Vocals)
- Лучшее инструментальное поп-исполнение (Best Pop Instrumental Performance)
- Лучшее инструментальное поп исполнение с вокальным окрасом (Best Pop Instrumental Performance with Vocal Coloring)
- Лучшее вокальное исполнение группой (Best Performance by a Vocal Group)
- Лучшее исполнение хором (Best Performance by a Chorus)
- Лучшее инструментальное исполнение (Best Instrumental Performance)
- Лучшее исполнение оркестром — для танцев (Best Performance by an Orchestra — for Dancing)
- Лучшее исполнение оркестром или инструменталистом с оркестром — в первую очередь не джазовое или для танцев (Best Performance by an Orchestra or Instrumentalist with Orchestra — Primarily Not Jazz or for Dancing)
- Лучшее современное (R&R) сольное вокальное исполнение — мужское или женское (Best Contemporary (R&R) Solo Vocal Performance — Male or Female)
- Best Contemporary (R&R) Performance
- Лучшее современное исполнение хором (Best Contemporary Performance by a Chorus)
- Лучшее исполнение вокальной группой или хором (Best Performance by a Vocal Group or Chorus)
- Лучшая современная песня (Best Contemporary Song)

- Лучшая диско-запись (Best Disco Recording)

- Лучшее женское вокальное рок-исполнение (Best Female Rock Vocal Performance)
- Лучшее мужское вокальное рок-исполнение (Best Male Rock Vocal Performance)
- Лучшее сольное вокальное рок-исполнение (Best Solo Rock Vocal Performance)
- Лучшее вокальное рок-исполнение дуэтом или группой (Best Rock Performance by a Duo or Group with Vocal)
- Лучшее инструментальное рок-исполнение (Best Rock Instrumental Performance)
- Лучшее хард-рок/метал-исполнение вокальное или инструментальное (Best Hard Rock/Metal Performance Vocal or Instrumental)
- Лучшее хард-рок-исполнение (Best Hard Rock Performance)
- Лучшее хард-рок/метал-исполнение (Best Hard Rock/Metal Performance)

- Лучшее урбан/альтернативное исполнение (Best Urban/Alternative Performance)
- Лучшее женское вокальное R&B-исполнение (Best Female R&B Vocal Performance)
- Лучшее мужское вокальное R&B-исполнение (Best Male R&B Vocal Performance)
- Лучшее вокальное R&B-исполнение дуэтом или группой (Best R&B Performance by a Duo or Group with Vocals)
- Лучший современный R&B альбом (Best Contemporary R&B Album)
- Лучшее сольное вокальное R&B-исполнение — мужское или женское (Best R&B Solo Vocal Performance, Male or Female)
- Лучшее инструментальное R&B-исполнение (Best R&B Instrumental Performance)

- Лучшее сольное рэп-исполнение (Best Rap Solo Performance)
- Лучшее рэп-исполнение дуэтом или группой (Best Rap Performance by a Duo or Group)
- Лучшее женское рэп-исполнение (Best Female Rap Solo Performance)
- Лучшее мужское рэп-исполнение (Best Male Rap Solo Performance)

- Лучшее женское вокальное кантри исполнение (Best Female Country Vocal Performance)
- Лучшее мужское вокальное кантри-исполнение (Best Male Country Vocal Performance)
- Лучшее вокальное кантри-исполнение дуэтом или группой (Best Country Performance by a Duo or Group with Vocal)
- Лучшее совместное вокальное кантри-исполнение (Best Country Collaboration with Vocals)
- Лучшее инструментальное кантри-исполнение (Best Country Instrumental Performance)
- Лучший кантри энд вестерн сингл (Best Country & Western Single)
- Лучший новый исполнитель кантри энд вестерн (Best New Country & Western Artist)
- Лучшее кантри исполнение дуэтом или группой — вокальное или инструментальное (Best Country Performance, Duo or Group — Vocal or Instrumental)

- Лучшее исполнение джаза-фьюжн (Best Jazz Fusion Performance, 1980—1991)
- Лучший женский джазовый вокал (Best Jazz Vocal Performance, Female; 1981—1991)
- Лучший мужской джазовый вокал (Best Jazz Vocal Performance, Male; 1981—1991)
- Лучший джазовый вокал в составе дуэта или группы (Best Jazz Vocal Performance, Duo or Group; 1981—1990)
- Лучшее оригинальное джазовое сочинение (Best Original Jazz Composition, 1961—1967)
- Лучший альбом современного джаза (Best Contemporary Jazz Album, 1992—2011)

- Лучший поп/современный госпел-альбом (Best Pop/Contemporary Gospel Album)
- Лучший рок госпел-альбом (Best Rock Gospel Album)
- Лучший традиционный госпел-альбом (Best Traditional Gospel Album)
- Лучший современный R&B-госпел-альбом (Best Contemporary R&B Gospel Album)
- Лучшая песня современной христианской музыки (Best Contemporary * Christian Music Song)
- Grammy Award for Best Gospel/Contemporary Christian Music Performance
- Лучший хоровой госпел-альбом (Best Gospel Choir or Chorus Album)
- Лучшее традиционное госпел-исполнение (Best Gospel Performance, Traditional)
- Лучшее современное госпел-исполнение (Best Gospel Performance, Contemporary)
- Лучшая госпел песня (Best Gospel Song)
- Лучшее женское вокальное госпел-исполнение (Best Gospel Vocal Performance, Female)
- Лучшее мужское вокальное госпел-исполнение (Best Gospel Vocal Performance, Male)
- Лучшее вокальное госпел-исполнение дуэтом или группой (Best Gospel Vocal Performance by a Duo or Group, Choir or Chorus)
- Лучшее соул госпел-исполнение (Best Soul Gospel Performance)
- Лучшее соул госпел исполнение, традиционное (Best Soul Gospel Performance, Traditional)
- Лучшее соул госпел исполнение, современное (Best Soul Gospel Performance, Contemporary)
- Лучшее женское соул-госпел-исполнение (Best Soul Gospel Performance, Female)
- Лучшее мужское соул-госпел-исполнение (Best Soul Gospel Performance, Male)
- Лучшее соул-госпел-исполнение, мужское или женское (Best Soul Gospel Performance, Male or Female)
- Лучшее соул-госпел-исполнение дуэтом или группой, хоровое (Best Soul Gospel Performance by a Duo or Group, Choir or Chorus)
- Лучший альбом южного, кантри- или блюграсс-госпела (Best Southern, Country or Bluegrass Gospel Album)
- Лучшее духовое исполнение (Best Inspirational Performance)

- Лучшая латинская запись (Best Latin Recording)
- Best Latin Pop, Rock or Urban Album
- Best Banda or Norteño Album
- Best Regional Mexican Album
- Лучший мексиканский/мексикано-американский альбом (Best Mexican/Mexican-American Album)
- Best Banda Album
- Best Norteño Album
- Лучший техано-альбом (Best Tejano Album)
- Best Latin Urban Album
- Лучший меренге-альбом (Best Merengue Album)
- Лучший сальса-альбом (Best Salsa Album)
- Лучший сальса/меренге-альбом (Best Salsa/Merengue Album)

- Лучший блюзовый альбом (Best Blues Album)
- Лучший альбом традиционного фолка (Best Traditional Folk Album)
- Лучший альбом современного фолка (Best Contemporary Folk Album)
- Лучший альбом гавайской музыки (Best Hawaiian Music Album)
- Лучший альбом музыки коренных жителей Америки (Best Native American Music Album)
- Лучшая запись этнического или традиционного фолка (Best Ethnic or Traditional Folk Recording)

- Лучший традиционный альбом этнической музыки (Best Traditional World Music Album)
- Лучший современный альбом этнической музыки (Best Contemporary World Music Album)
- Лучший полька-альбом (Best Polka Album)

- Лучший музыкальный альбом для детей (Best Musical Album for Children)
- Лучший разговорный альбом для детей (Best Spoken Word Album for Children)
- Лучший альбом для детей (Best Album for Children) (1959-2012)

- Лучший дизайн записи — специальные или оригинальные эффекты (Best Engineered Recording — Special or Novel Effects)

- Лучший альбом или запись, являющиеся оригинальной звуковой дорожкой из фильма или телевидения (Best Sound Track Album or Recording of Original Cast From a Motion Picture or Television)

- Лучшая аранжировка (Best Arrangement)
- Лучшая вокальная аранжировка двух или более голосов (Best Vocal Arrangement for Two or More Voices)

- Лучшая обложка альбома (Best Album Cover)
- Лучшая обложка альбома — классического (Best Album Cover — Classical)
- Лучшая обложка альбома — неклассического (Best Album Cover — Other Than Classical
- Лучшая обложка альбома, графическая работа (Best Album Cover, Graphic Arts)
- Лучшая обложка альбома, фотография (Best Album Cover, Photography)

- Лучшие аннотации к альбому — классическому (Best Album Notes — Classical)

- Лучшее инструментальное исполнение сольным(и) исполнителем(ми) с оркестром (Best Instrumental Soloist(s) Performance (with orchestra)
- Лучшее инструментальное исполнение сольным исполнителем без оркестра (Best Instrumental Soloist Performance (without orchestra)
- Лучшее классическое вокальное исполнение, оперное или хоровое (Best Classical Performance, Operatic or Choral)
- Лучшее классическое исполнение — инструментальным сольным или несколькими сольными исполнителями (с оркестром или без) (Best Classical Performance — Instrumental Soloist or Soloists (with or without orchestra)
- Лучший новый классический артист (Best New Classical Artist)
- Лучшее исполнение камерной музыки (Best Chamber Music Performance)
- Лучший классический альбом (Best Classical Album)
- Лучший классический альбом-кроссовер (Best Classical Crossover Album)

- Лучшее концептуальное музыкальное видео (Best Concept Music Video)
- Лучшее видео музыкального выступления (Best Performance Music Video)
- Видео года (Video of the Year)

- Музыкальная легенда

## Критика
Премия «Грэмми» за годы существования подвергалась значительной критике. Так, коллектив редакторов журнала Rolling Stone в своей книге The New Rolling Stone Encyclopedia of Rock & Roll отмечает, что премия настолько же непредсказуема, как и «Оскар», но при этом ещё менее надёжна с точки зрения индикации качества произведений. По оценке издания, решения голосующих не полностью, но в определённой мере принимаются с учётом объёмов продаж записей. Схожую тенденцию предпочтения бестселлеров инновационным проектам подмечал и журнал Variety. Многие музыканты занимают по отношению к премии амбивалентную или даже конфронтационную позицию, считая что награда, присуждаемая по результатам голосования представителей самой музыкальной индустрии, не может быть объективным показателем художественной ценности работ. В частности, топ-менеджер рекорд-индустрии Стив Стаут высказывал мнение, что «Грэмми» потеряла связь с современной популярной музыкальной культурой и больше не отдает дань талантам, которые может предложить индустрия. Музыкант Мэйнард Джеймс Кинан из группы Tool характеризовал «Грэмми» как «гигантскую промоушн-машину музыкальной индустрии», отмечая, что премия апеллирует к «низкому интеллекту» и «кормит массы». «Они не чествуют искусство или артистов за их работы. Это музыкальный бизнес восхваляет сам себя», — заметил он. Как отмечает Variety в своём путеводителе по «Грэмми», кульминацией такого рода возмущений стала победа в номинации «Альбома года» диска Тони Беннета MTV Unplugged (1994), который в Топ-10 лучших не включил в тот год ни один крупный критик. Негативная реакция тогда последовала как от прессы (например, The New York Times), так и представителей самой индустрии (в частности, президента Sony Music) и NARAS была вынуждена пойти на реформу системы голосования жюри. В этом свете «Грэмми» иногда противопоставляется другая премия — American Music Award — созданная легендой американского радио Диком Кларком в 1973 году. В рамках последней победители определяются опросами мнений покупателей/слушателей, а не представителей музыкальной индустрии. Вместе с тем, на вопрос, какая из двух наград лучше, Variety лаконично ответили сравнением двух статуэток: «„Грэмми“ — это золотой граммофон, ставший святым граалем музыки, в то время как награда AMA, если приглядеться поближе, сделана из пластика».
Помимо этого, ряд наиболее популярных исполнителей получили небольшое признание в рамках премии (если не считать специальные награды вроде «Зала славы Грэмми» или «За жизненные достижение») или же добились его уже на поздних этапах карьеры. Так, например, ни одна работа группы Rolling Stones не была удостоена «Грэмми» до выхода диска Voodoo Lounge (1994), победившего в номинации «Лучший рок-альбом». В период существования The Beatles премию получили только два их релиза — A Hard Day’s Night и Sgt. Pepper’s Lonely Hearts Club Band (в двух номинациях каждый). Согласно Variety, премии также часто ставят в вину, что группа не имеет награды «Запись года» (четырежды проиграв в этой категории), а победа вместо них ансамбля Anita Kerr Singers в 1965 году в номинации для вокальных групп стала одним из крупнейших конфузов в истории премии. Наряду с этим, записи Джона Колтрейна выигрывали премию лишь один раз. Работы Элвиса Пресли награждались статуэтками трижды и при этом во всех случаях за госпел, а не рок-н-ролл. Группа Nirvana честововалась академией звукозаписи однажды — за альбом MTV Unplugged in New York (1994). Певица Мадонна не получала «Грэмми» вплоть до 1991 года, а работы Лестера Янга, равно как и Марии Каллас не завоевывали её в категориях ни разу (только специальные награды). Аналогично в номинациях не побеждали никогда Дайана Росс и The Beach Boys. В то же время, как отмечают редакторы Rolling Stone, такие исполнители как Арета Франклин, Куинси Джонс, Рэй Чарльз, The Manhattan Transfer и Стиви Уандер, напротив, доминировали в своих категориях годами, и при этом в глазах большинства людей это было заслуженно, равно как победы в 1983 году Майкла Джексона, который со своим альбомом Thriller «смёл» сразу несколько наград. При этом, по оценке редакторов издания, список справедливо награждённых даёт скорее важное представление об артистах, в то время как примеры обделённых вниманием больше характеризуют саму премию.

## Представители других стран
Премию Грэмми получали представители более трёх десятков государств. Наибольшее число премий получили граждане страны-организатора США (более 300 музыкантов и групп), а также Великобритании (65), Германии (>30), Канады (29), Мексики (15), Австралии (15), Франции (12), Индии, Испании, Новой Зеландии, Польши, Южной Африки, Японии и другие.

### Представители СССР и России
Первым советским исполнителем, удостоенным премии «Грэмми», стал пианист Святослав Рихтер (1961). Среди представителей России, получивших эту награду: скрипач Максим Венгеров (1996, 2004), дирижёр Владимир Ашкенази (1999, 2010), скрипач Гидон Кремер (2002), экс-президент СССР Михаил Горбачёв (2004), виолончелист Мстислав Ростропович (2003, 2004), пианист Михаил Плетнев (2005), пианист Евгений Кисин (2006, 2010), пианист Даниил Трифонов (2018), меццо-сопрано Марина Домашенко, дирижёр Юрий Башмет и его оркестр «Солисты Москвы» (2008), солисты Мариинского театра Ильдар Абдразаков и Ольга Бородина (2011).

### Представители Южной Кореи
Первым победителем и номинантом Грэмми из Южной Кореи стала оперная певица Чо Суми (в 1993 году в категории «Лучшая оперная запись» совместно с другими исполнителями оперы Р. Штрауса «Женщина без тени»).
В 2016 году вторым южнокорейским победителем Грэмми стал Byeong Joon Hwang (в категории «Лучшее хоровое исполнение» совместно с другими исполнителями за «Всенощное бдение» Сергея Рахманинова). Κ-pop группа BTS была дважды номинирована в категории «Лучшее выступление поп дуэта/группы»: в 2021 году (за песню «Dynamite») и в 2022 году (за песню «Butter», с которой они выступили на самой церемонии).

### Представитель Казахстана
В 2021 году первым казахстанским лауреатом премии «Грэмми» стал Иманбек Зейкенов (Павлодарская область) за лучший неклассический ремикс на песню SAINt JHN «Roses».